# Breitenbrink
Der Breitenbrink ist ein 300,1 m ü. NHN hoher Berg im Wiehengebirge im Kreis Minden-Lübbecke.

## Lage
Der Berg liegt auf der Grenze zwischen der Stadt Lübbecke und der Gemeinde Hüllhorst, wobei der Gipfelbereich deutlich auf dem Gebiet der Gemeinde Hüllhorst liegt; die Grenze zur Stadt Lübbecke verläuft rund 200 Meter nördlich. Der Breitenbrink liegt nur 500 Meter nördlich des Nordrandes der Ortschaft Beendorf, einem Dorf des Ortsteils Oberbauerschaft, einem Ortsteil der Gemeinde Hüllhorst. Der Breitenbrink ist somit die höchste Erhebung des Ortsteils Oberbauerschaft.
Der Breitenbrink hat wie fast alle Berge im Wiehengebirge einen langgestreckten Kammgipfel (Egge) und ist von den westlich anschließenden Gipfeln nur durch Dören getrennt. Bezeichnenderweise trägt sogar der gesamte Wiehengebirgsabschnitt zwischen Lübbecke und Neue Mühle den Namen Die Egge. Daher wird der Berg nur bedingt als markanter Gipfel wahrgenommen.

## Tourismus
Von Beendorf kann der Berg auf einem kurzen, aber steilen Anstieg in 20 Minuten erwandert werden. Über den Breitenbrink verlaufen der Wittekindsweg und der E11. Südlich des Gipfels verläuft der Mühlensteig. Nördlich am Waldrand verläuft der Arminiusweg.